# Franco Lantieri
Franco Lantieri (Catania, 21 agosto 1928 – Milano, 24 novembre 1991) è stato un attore italiano.

## Biografia
Ha partecipato come attore caratterista o di secondo piano in molte pellicole tra gli anni cinquanta e fine anni settanta. Usando talvolta lo pseudonimo di Frank Liston interpreta pellicole di svariato genere che vanno dal mitologico allo spaghetti western passando per i film di fantascienza.
Tra i film in cui ha recitato: Arrivano i titani del 1962 di Duccio Tessari, Johnny Yuma del 1966 di Romolo Guerrieri e Crazy Joe del 1974 di Carlo Lizzani.

## Filmografia

### Cinema
- Gli sbandati, regia di Francesco Maselli (1955)
- La donna del giorno, regia di Francesco Maselli (1958)
- Tiro al piccione, regia di Giuliano Montaldo (1961)
- Arrivano i titani, regia di Duccio Tessari (1962)
- Un dollaro bucato, regia di Giorgio Ferroni (1965)
- All'ombra di una colt, regia di Giovanni Grimaldi (1965)
- Sie nannten ihn Gringo, regia di Roy Rowland (1965)
- Johnny Yuma, regia di Romolo Guerrieri (1966)
- I diafanoidi vengono da Marte, regia di Antonio Margheriti (1966)
- Password: Uccidete agente Gordon, regia di Sergio Grieco (1966)
- Missione sabbie roventi, regia di Alfonso Brescia (1966)
- Rififí ad Amsterdam, regia di Sergio Grieco (1966)
- Starblack, regia di Giovanni Grimaldi (1966)
- 10,000 dollari per un massacro, regia di Romolo Guerrieri (1967)
- Soldati e capelloni, regia di Ettore Maria Fizzarotti (1967)
- ...e per tetto un cielo di stelle, regia di Giulio Petroni (1968)
- Un minuto per pregare, un istante per morire, regia di Franco Giraldi (1968)
- Testa o croce, regia di Piero Pierotti (1969)
- Un caso di coscienza, regia di Giovanni Grimaldi (1970)
- Bastardo, vamos a matar, regia di Gino Mangini (1971)
- Crazy Joe, regia di Carlo Lizzani (1974)
- Il gatto mammone, regia di Nando Cicero (1975)
- La spacconata, regia di Alfonso Brescia (1975)
- Zanna Bianca e il cacciatore solitario, regia di Alfonso Brescia (1975)
- Malabestia, regia di Leonida Leoncini (1978)

### Televisione
- Anna und Totò – film TV (1972)
- Zu Gast in unserem Land – serie TV (1973)